# هیو میلر
هیو میلر (انگلیسی: Hugh Miller؛ ‏ ۲۲ مهٔ ۱۸۸۹ – ۱ نوامبر ۱۹۷۶) بازیگر اهل بریتانیا بود.
از فیلم‌هایی که وی در آن‌ها نقش داشته‌است، می‌توان به سقوط کوته فکر، شراره آسمانی، موش صحرایی و لورنس عربستان اشاره نمود.